# Halászi Kinga
Halászi Kinga (Budapest, 1992. április 12. –) labdarúgó, középpályás.

## Pályafutása
2003-ban a Csepel csapatában kezdte a labdarúgást. Juniorként játszott a Ferencváros és a Taksony csapataiban is. Az élvonalban a Ferencvárosban mutatkozott be. 2009-ben a Taksony SE csapatához igazolt. A 2010–11-es idényben tagja volt a bronzérmes csapatnak. 2011 nyarától az újonnan alakult Astra Hungary játékosa.
2018-2019-es szezont a tolnai  WSH-PALMFOOD TOLNA-MÖZS csapatánál töltötte, ahol a csapattal a futsal bajnokságban a 4. helyezést érték el.
A 2019-2020-as szezont az Astra nevű futsal csapatban kezdte. A bajnokság jelenleg szünetel a koronavírus járvány miatt.

## Sikerei, díjai
- Magyar bajnokság
  - 3.: 2010–11, 2011–12
- Magyar kupa
  - győztes: 2012

## Közösségi oldalai
Instagram oldalát @kingahalaszi néven üzemelteti, ahol közel 800 követővel rendelkezik.